# Pieksunjärvi
Pieksunjärvi är en sjö i kommunen Sulkava i landskapet Södra Savolax i Finland. Sjön ligger 81,2 meter över havet. Arean är 53 hektar och strandlinjen är 5,65 kilometer lång. Sjön  ingår i Vuoksens huvudavrinningsområde.   Den ligger omkring 54 kilometer öster om S:t Michel och omkring 250 kilometer nordöst om Helsingfors. 